# Enrique Maier
Enrique Maier Müller (31 de diciembre de 1910, Barcelona - 22 de agosto de 1981, Madrid), más conocido como «Bubi Maier», fue un tenista español; campeón de Wimbledon en la categoría de dobles mixtos en 1932, siendo a la vez el primer español en conseguir dicho título.

## Infancia e inicios
Enrique Maier más conocido por el sobrenombre de «Bubi Maier». Fue hijo de Otto Maier e Isabel Müller; ambos de origen alemán y ávidos aficionados a la práctica de los deportes. Su padre fue uno de los cofundadores de Fútbol Club Barcelona. En simultáneo Otto Maier llegó a jugar y ejercer cargos directivos dentro del club, mientras, Isabel Müller era aficionada a la práctica del Tenis, y transmitió su pasión por dicho deporte a [Enrique Maier] y a sus otros hijos (Rosario e Isabel), quienes comenzaron a practicarlo desde muy jóvenes. A los trece años Enrique recibió clases en el «Lawn Tennis del Turó», club afiliado a la Asociación de «Lawn Tennis de Barcelona», (ahora llamado Real Club de Tenis Barcelona), del cual la familia de Maier eran miembros afiliados. Después de esto, «Bubi Maier» pulió su aprendizaje con los tenistas Eduardo Flaquer y Juanito Andreu.

## Carrera profesional
Su carrera se inició en 1924 cuando contaba apenas con catorce años de edad, compitiendo tanto en campeonatos de España como fuera de ella, especialmente en Suiza, obteniendo títulos en las categorías de individuales, dobles o mixtos; para esa época jugaba con su madre [de compañera].
Dos años más tarde ganó el campeonato de Cataluña en los individuales, en la categoría junior y otra en los dobles, quedando en 2.ª categoría con R. Puigmartí. Al año siguiente ganó el campeonato de la ciudad de Thun de Suiza, tanto en individuales como en dobles, y fue en ese mismo año que debutó con el equipo oficial de España contra el de Francia contando con solamente dieciséis años.
En 1928 comenzó a desarrollar su carrera a nivel nacional y ganó el campeonato de Cataluña en los dobles con Eduardo Flaquer, a la vez en el campeonato escolar de Cataluña en individuales y en dobles con R. Puigmartí, por último ganó en la categoría mixta con Rosa Torras, siendo subcampeón en dobles en el Camprodon (Gerona). Esta fue la primera vez en que se presentaba al campeonato de España aunado a no conseguir resultados favorables en individuales y dobles, fue finalmente finalista de categoría mixto con María Luisa Marnet.
Su carrera a nivel internacional se amplió con la participación en distintos torneos llevados a cabo en las ciudades de Múnich, Núremberg, Pforzheim, Salzburgo y Berchtesgaden, en los cuales obtuvo resultados favorables, especialmente en la ciudad de Berchtesgaden, dónde ganó en todas sus modalidades. Gracias a ello su carrera se vio reforzada tanto en territorio nacional como internacional, dotado de una gran habilidad y agilidad (innata), contando con magníficos saques y un voleo potente, esto pese a su estatura de 1,90 m.
Entre 1929 y 1935 ganó sin interrupción el campeonato de España en la categoría individual, además del doble de caballeros en las ediciones de 1929, 1932 y 1934 contando como pareja a Francisco Sindreu, en 1930 con Eduardo Flaquer y en 1935 con Juan Manuel Blanc, en la categoría dobles mixtos ediciones de 1929 y 1931 con Rosa Torras y en 1934 con su hermana Isabel Maier. No obstante su confirmación como "número uno" dentro del tenis nacional llegaría hasta 1931, año en el que derrotó tras un intenso partido, al entonces «rey del tenis español» Manuel Alonso.
Durante el transcurso de esos años se consagró de manera internacional, considerándose como uno de los «diez mejores jugadores del mundo en los años 30». Mientras tanto debutó en España en la Copa Davis de 1929 contra jugadores de Alemania, llegando a jugar nueve eliminatorias entre el mismo año y en 1936. Jugó contra jugadores de Bélgica, Yugoslavia y Japón en 1930, con resultados no favorables (en comparación de los primeros), igualmente contra Checoslovaquia en 1931, Italia en 1932, Gran Bretaña y Austria en 1933 y finalmente contra de nuevo contra Alemania en 1936, ganando en esta última trece partidos y perdiendo otros trece.
Desde 1929 comenzó a participar en Wimbledon, su campeonato preferido. Ha sido el primer español en conquistar este título en 1932 en la modalidad de mixtos junto a la jugadora norteamericana Elizabeth Ryan (1892-1979) al ganar en la final al australiano Harry Hopman y a la belga Josane Sigart por 7-5, 6-2. En este mismo año consiguió también su mejor clasificación individual en este prestigioso torneo al alcanzar los cuartos de final tras ganar a Jean Borotra para después caer derrotado ante el norteamericano Ellsworth Vines, que fue el campeón de ese año. Este resultado tan sólo lo han logrado ocho tenistas españoles en toda la historia del tenis. En 1935 y 1936 estuvo a punto también de alcanzar los cuartos de final pero cayó ante el checo Roderich Menzel y el alemán Gottfried von Cramm respectivamente.
En 1935 participó en el Open de los Estados Unidos, que se celebró en el Longwood Cricket Club (Boston, Massachusetts), y ganó de nuevo en la modalidad de mixtos esta vez con la también norteamericana Sarah Palfrey Fabyan (1912-1996), al vencer en la final a la pareja formada por el checo-alemán Roderich Menzel y la inglesa Kay Stammers por 6-4, 4-6 y 6-3, con el que obtuvo así su segundo triunfo en un Grand Slam. En este año también disputó su única participación en Roland Garros, aunque no pudo superar la tercera ronda al caer derrotado ante Fred Perry.En 1942 fue capitán del equipo de España en un enfrentamiento contra Portugal.
Su presencia era frecuente en otros campeonatos internacionales de menor categoría que se celebraban en Portugal, Suiza, Montecarlo, Alemania, Francia o Inglaterra, en los que habitualmente formaba pareja con Gottfried von Cramm, con el que ganó el campeonato de dobles de Alemania en 1933, o Jacques Brugnon o en mixtos con Ida Adamoff o Cilly Aussem, entre otros.
Con todos ellos trabó sincera amistad que mantuvo durante toda su vida, especialmente con Jacques, más conocido como Jacques Brugnon (1895-1978), Christian Boussus (1908-2003), Jean Borotra (1898-1994), el Barón Von Cramm (1909-1976) y Roderich Menzel (1907-1987). Con algunos de ellos fue a jugar a Sudáfrica entre el 20 de noviembre de 1932 y el 12 de febrero de 1933, así como a Australia entre el 17 de octubre de 1934 y el 4 de abril de 1935. Jugó en distintos torneos en Sídney, Melborune, Perth y Adelaida contra los australianos Harry Hopman, Jack Crawford, Adrian Quist y Vivian McGrath o los británicos Fred Perry y Pat Hughes.
A su regreso de Australia fue invitado por la Asociación de Tenis de las Indias Holandesas junto al jugador italiano Giorgio De Stefani para disputar partidos de exhibición. Fue el único español, junto a Manuel Alonso de Areyzaga, que tuvo verdadera proyección internacional. Así fue miembro de los International Lawn Tennis Clubs de Gran Bretaña, Francia, USA y España, hasta su fallecimiento.
Tras la guerra civil fue paulatinamente abandonando la práctica del tenis aunque aún llegó a ganar en 1944 el campeonato de España de dobles masculinos junto a Fernando de Olózaga. En esta edición también disputó el mixto junto a su mujer Mercedes Allende. Comenzó entonces a jugar con mayor asiduidad al golf, deporte que ya practicaba desde 1928 y especialmente desde 1932, ya que con el premio obtenido en Wimbledon se compró un juego de palos de golf.
Dada su habitual facilidad en la práctica de cualquier deporte obtuvo también ciertos éxitos como amateur en el mismo. Fue seleccionador nacional desde 1946 hasta 1961 y capitán del equipo de España desde 1959 hasta 1961, en el que jugaba con frecuencia El Conde de Barcelona. Entre los triunfos alanzados como seleccionador y capitán destacan los subcampeonatos de Europa de Deuville (Francia) en 1954 y el de Estoril (Portugal) en 1955. A nivel individual ganó el campeonato doble amateur de España con Iván Maura en 1954 y 1955. Por su meritoria labor en la promoción y desarrollo de este deporte en España le fue concedida en 1965 la Medalla al Mérito en Golf. Asimismo en reconocimiento a su brillante trayectoria deportiva le fueron concedidas la Medalla de Bronce así como la de Plata al Mérito Deportivo.

## Títulos en doble mixto
|   | Fecha | Nombre y lugar del torneo               | Cat.      | ($) | Surf.        | Compañero                     | Finalistas                                              | Anotados      |
| 1 | 1932  | Torneo de Wimbledon, Wimbledon          | G. Chelem |     | Herbe (ext.) | Estados Unidos Elizabeth Ryan | Bélgica Josane Sigart · Australia Harry Hopman          | 7-5, 6-2      |
| 2 | 1935  | Abierto de Estados Unidos, Forest Hills | G. Chelem | 0   | Herbe (ext.) | Estados Unidos Sarah Palfrey  | Reino Unido Kay Stammers Checoslovaquia Roderick Menzel | 6-4, 4-6, 6-3 |